# Sylvia Sidney
Sylvia Sidney, pseudonimo di Sophia Kosow (New York City, 8 agosto 1910 – New York City, 1º luglio 1999), è stata un'attrice statunitense, attiva dagli anni venti fino alla morte.

## Biografia
Nativa del Bronx, di religione ebraica, è ricordata per il suo aspetto glamorous caratterizzato da lineamenti orientali e, sul piano artistico, per le sue interpretazioni nei film Furia (1936) di Fritz Lang, al fianco di Spencer Tracy, e Sabotaggio (1936) di Alfred Hitchcock, accanto a John Loder.
Candidata all'Oscar alla miglior attrice non protagonista nel 1974, fu protagonista anche in televisione, ottenendo nello stesso anno una candidatura al Golden Globe per la migliore attrice non protagonista, premio poi vinto nel 1986 per il film per la TV Una gelata precoce. Sempre nel 1974 fu candidata al BAFTA.
Fra i riconoscimenti ottenuti in carriera vi sono il Saturn Award per la miglior attrice non protagonista, conseguito nel 1988 per Beetlejuice e il National Board of Review Awards 1973, per Summer Wishes, Winter Dreams (1973), film che le valse anche il Kansas City Film Critics Circle Award per la miglior attrice non protagonista.
Per il contributo dato alla cinematografia, il suo nome è stato iscritto al numero 6245 della Hollywood Walk of Fame.

### Primi anni
Nata da Rebecca Saperstein, ebrea nativa della Romania, e da Victor Kosow, anch'egli ebreo, immigrato originario dell'attuale Bielorussia e commesso di un negozio di abbigliamento, a cinque anni d'età, dopo il divorzio dei genitori, Sylvia fu adottata dal patrigno, il dentista Sigmund Sidney. La madre, di mestiere sarta, assunse il nome di Beatrice Sidney.
Sylvia Sidney iniziò la carriera d'attrice all'età di quindici anni adottando subito come nome d'arte il cognome del patrigno. Studiò recitazione alla Theater Guild's School for Acting e apparve in parecchie produzioni teatrali durante tutti gli anni venti guadagnandosi la stima della critica teatrale.

### Carriera
Nel 1926 fu scoperta da un talent-scout di Hollywood che la fece debuttare nel cinema. Durante la grande depressione, la Sidney apparve in diversi film, spesso interpretando ruoli da fidanzatina o sorella di gangster, talvolta accanto a mostri sacri del cinema, come Joel McCrea, Fredric March, George Raft (più volte suo partner sul grande schermo) e Cary Grant.
Fra i suoi film di quel periodo figurano, oltre ai citati Sabotaggio e Furia: Una tragedia americana (1931), Le vie della città (1931) e Scena di strada (1931), Il sentiero del pino solitario (1936), girato agli albori del Technicolor, Sono innocente (1937), con Henry Fonda (ispirato alla vicenda di Bonnie e Clyde), Strada sbarrata (1937), con Humphrey Bogart.
Dopo essersi avviata ad una promettente seconda fase della sua carriera con Il circo insanguinato (1941), ma soprattutto recitando accanto a James Cagney in Sangue sul sole (1945), i suoi impegni per il grande schermo negli anni quaranta diminuirono tuttavia drasticamente.

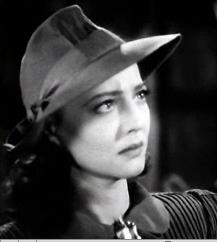
Sylvia Sidney nel trailer del film Il circo insanguinato (1941)

Solo nel 1952 tornò ad interpretare un ruolo di rilievo - quello di Fantine - nel film I miserabili (1952) di Lewis Milestone. La sua interpretazione fu particolarmente apprezzata dalla critica e costituì per lei un'opportunità per riprendere e sviluppare ulteriormente la sua carriera basata sulle sue qualità d'attrice drammatica.
Ricevette una candidatura agli Academy Award per un ruolo da comprimaria nel film Summer Wishes, Winter Dreams (1973). Durante le riprese, Joanne Woodward, anch'essa impegnata in quel film, conversando con la Sidney, ricordò come lei e il marito, l'attore Paul Newman, avessero difficoltà a ricordare la data del loro anniversario di nozze. Successivamente, la Sidney stupì la collega ed amica regalandole un cuscino fatto a mano con la scritta "Paul and Joanne" e la data del loro anniversario.
Con la maturità, la Sidney proseguì tanto nell'attività cinematografica quanto in quella teatrale. Per il cinema interpretò spesso ruoli di supporto, e fu identificabile per il caratteristico timbro profondo della voce, probabilmente causato anche dall'abitudine al fumo di sigaretta. Fu una formidabile Miss Coral nella versione per il cinema de I Never Promised You a Rose Garden (1977) e, successivamente, interpretò anche il ruolo della nonna di Aidan Quinn nella produzione televisiva Una gelata precoce (1985), ruolo che le fece guadagnare un premio Golden Globe.
Fra i ruoli da lei interpretati vi sono anche quelli in La maledizione di Damien (1978), Beetlejuice (1988), diretta da un suo particolare estimatore, Tim Burton, e La vedova americana (1992), in cui recitò accanto a Jessica Tandy, Marcello Mastroianni, Marcia Gay Harden, Kathy Bates e Shirley MacLaine. Il suo ultimo ruolo cinematografico fu in un altro film di Burton, Mars Attacks! (1996).
In TV, la Sidney apparve nell'episodio pilota de WKRP in Cincinnati; poi con Melanie Mayron nella serie televisiva drammatica Thirtysomething e, infine, nel revival anni novanta di Fantasilandia con Malcolm McDowell, Fyvush Finkel e Mädchen Amick.
La carriera teatrale della Sidney a Broadway si sviluppò su ben cinque decenni, dal debutto subito dopo il conseguimento del diploma alla Theatre Guild School nel 1926 con la commedia in tre atti Prunella al lavoro di Tennessee Williams Vieux Carré, portato in scena nel 1977. Altre sue pièce teatrali furono The Fourposter, Enter Laughing e Barefoot in the Park (commedia di Neil Simon da cui venne tratto anche il film del 1967 A piedi nudi nel parco).

## Vita privata
Sylvia Sidney fu sposata tre volte: con l'editorialista Bennett Cerf, dal 1935 al 1936; con l'attore e insegnante di recitazione Luther Adler dal 1938 al 1947, da cui ebbe un figlio, Jacob, morto nel 1987 a 49 anni per sclerosi laterale amiotrofica; e, infine, con il produttore radiofonico ed annunciatore Carlton Alsop (dal 1947 fino al divorzio nel 1951).
Morì in conseguenza di un tumore all'esofago all'età di 88 anni. Il suo corpo fu cremato e le ceneri distribuite a parenti ed amici.

## Filmografia

### Cinema

Sylvia Sidney con Gary Cooper in Le vie della città (1931)

- I volti della verità (Thru Different Eyes), regia di John G. Blystone (1929)
- Five Minutes from the Station, regia di Arthur Hurley (1930)
- Le vie della città (City Streets), regia di Rouben Mamoulian (1931)
- Confessions of a Co-Ed, regia di David Burton e Dudley Murphy (1931)
- Una tragedia americana (An American Tragedy), regia di Josef von Sternberg (1931)
- Scena di strada (Street Scene), regia di King Vidor (1931)
- Le prigioniere (Ladies of the Big House), regia di Marion Gering (1931)
- The Miracle Man, regia di Norman Z. McLeod (1932)
- Merrily We Go to Hell, regia di Dorothy Arzner (1932)
- Make Me a Star, regia di William Beaudine (1932) - cameo
- Madame Butterfly, regia di Marion Gering (1932)
- Pick-Up, regia di Marion Gering (1933)
- Jennie (Jennie Gerhardt), regia di Marion Gering (1933)
- Good Dame, regia di Marion Gering (1934)
- Thirty Day Princess, regia di Marion Gering (1934)
- La moglie indiana (Behold My Wife), regia di Mitchell Leisen (1934)
- Accent on Youth, regia di Wesley Ruggles (1935)
- Fuggiasca (Mary Burns, Fugitive), regia di William K. Howard (1935)
- Il sentiero del pino solitario (The Trail of the Lonesome Pine), regia di Henry Hathaway (1936)
- Furia (Fury), regia di Fritz Lang (1936)
- Sabotaggio (Sabotage), regia di Alfred Hitchcock (1936)
- Sono innocente (You Only Live Once), regia di Fritz Lang (1937)
- Strada sbarrata (Dead End), regia di William Wyler (1937)
- You and Me, regia di Fritz Lang (1938)
- Quartiere maledetto (One Third of a Nation), regia di Dudley Murphy (1939)
- Il circo insanguinato (The Wagons Roll at Night), regia di Ray Enright (1941)
- Sangue sul sole (Blood on the Sun), regia di Frank Lloyd (1945)
- The Searching Wind, regia di William Dieterle (1946)
- L'amore può aspettare (Mr. Ace), regia di Edwin L. Marin (1946)
- L'affascinante straniero (Love from a Stranger), regia di Richard Whorf (1947)
- I miserabili (Les Misérables), regia di Lewis Milestone (1952)
- Sabato tragico (Violent Saturday), regia di Richard Fleischer (1955)
- La grande prigione (Behind the High Wall), regia di Abner Biberman (1956)
- Summer Wishes, Winter Dreams, regia di Gilbert Cates (1973)
- God Told Me To, regia di Larry Cohen (1976)
- La maledizione di Damien (Damien: Omen II), regia di Don Taylor (1978)
- Hammett - Indagine a Chinatown (Hammett), regia di Wim Wenders (1982)
- Copkiller (L'assassino dei poliziotti), regia di Roberto Faenza (1982)
- Beetlejuice - Spiritello porcello  (Beetle Juice), regia di Tim Burton (1988)
- La vedova americana  (Used People), regia di Beeban Kidron (1992)
- Mars Attacks!, regia di Tim Burton (1996)

### Televisione
- The 20th Century-Fox Hour – serie TV, episodio 1x07 (1955)
- Celebrity Playhouse – serie TV, episodi 1x06-1x23 (1955-1956)
- Climax! – serie TV, episodi 1x14-3x13 (1955-1957)
- June Allyson Show (The DuPont Show with June Allyson) – serie TV, episodio 1x22 (1960)
- General Electric Theater – serie TV, episodio 8x18 (1960)
- The Nurses – serie TV, episodio 2x30 (1964)
- Io e i miei tre figli (My Three Sons) – serie TV, episodio 9x28 (1969)
- Starsky & Hutch – serie TV, episodio 2x05 (1976)
- I leoni della guerra (Raid on Entebbe), regia di Irvin Kershner – film TV (1977)
- Il mostro delle nevi (Snowbeast), regia di Herb Wallestein – film TV (1977)
- Una gelata precoce (An Early Frost), regia di John Erman – film TV (1985)
- Un giustiziere a New York (The Equalizer) – serie TV, episodio 4x11 (1989)
- Un detective in corsia (Diagnosis: Murder) – serie TV, episodio 1x01 (1993)

## Riconoscimenti
- National Board of Review
  - 1973 – Miglior attrice non protagonista per Summer Wishes, Winter Dreams

- Saturn Award
  - 1990 – Miglior attrice non protagonista per Beetlejuice - Spiritello porcello

## Doppiatrici italiane
Nelle versioni in italiano delle opere in cui ha recitato, Sylvia Sidney è stata doppiata da:
- Wanda Tettoni in La vedova americana, Mars Attacks!, L'abito non fa il monaco
- Franca Dominici in I miserabili, Sabato tragico
- Renata Marini in Il circo insanguinato, Sono innocente
- Letizia Bonini in Le vie della città[7]
- Adriana Parrella in Strada sbarrata
- Isa Bellini in La maledizione di Damien
- Laura Rizzoli in Magnum, P.I.
- Anna Miserocchi in Starsky & Hutch
- Paola Mannoni in Copkiller (L'assassino dei poliziotti)
- Deddi Savagnone in Una gelata precoce
- Gabriella Genta in Beetlejuice - Spiritello porcello
- Paola Bacci in Furia (ridoppiaggio)
- Fiorella Betti in Sabotaggio (doppiaggio tardivo 1978)